# Neutz-Lettewitz
Neutz-Lettewitz ist eine Ortschaft der Stadt Wettin-Löbejün im Saalekreis in Sachsen-Anhalt (Deutschland).

## Geografie

### Lage
Neutz-Lettewitz liegt nördlich von Halle (Saale) östlich des Flusses Saale.

### Ortsteile
Neutz-Lettewitz besteht aus vier Ortsteilen. Ganz im Norden liegt Neutz ▼, dann folgt südlich davon das kleinere Deutleben ▼. Nach einem Abstand von 1,7 Kilometern kommt im Süden Lettewitz ▼ und 600 Meter südöstlich davon liegt das wieder kleinere Görbitz ▼.

## Infrastruktur
Die Bundesautobahn 14 führt 600 Meter nordöstlich an Lettewitz vorbei. Trotzdem sind es von Lettewitz 3 Kilometer Luftlinie bis zur nächsten Abfahrt Halle-Trotha im Südosten und von Neutz 3,2 km bis zur Abfahrt Löbejün im Nordosten. Außerdem soll bei Lettewitz noch das Autobahndreieck Halle-Nord mit der Bundesautobahn 143 entstehen. In allen Ortsteilen gibt es Bushaltestellen der OBS.

## Geschichte
Das Gebiet war, wie Funde und luftbildarchäologische Befunde zeigen, bereits im Neolithikum und in der Bronzezeit besiedelt.
Neutz, wie auch Lettewitz, sind slawische Ansiedlungen im frühmittelalterlichen Gau Nudzici, der erstmals 961 in einer Schenkungsurkunde von Otto I. für das Moritzkloster in Magdeburg erwähnt wird. Es ist anzunehmen, dass der Ortsname Neutz sprachlich identisch mit dem altsorbischen Gaunamen ist und als dessen Verkürzung angesehen werden kann. Lettewitz wird 1156 als Lectewice, Görbitz 1288 als Gorowicz und Deutleben 1079 als Deidenlibe erstmals urkundlich erwähnt. 1894 wurden etwa 50 m von der Kirche entfernt mehrere in Stein gebettete slawische Reihengräber entdeckt.
Die Orte gehörten zum Saalkreis des Erzstifts Magdeburg. Während Neutz unter adliger Gerichtsbarkeit stand, waren Lettewitz und Görbitz Orte im Amt Wettin. Deutleben gehörte zur geistlichen Prälatur Deutleben, welche durch den Pastor des Orts Wettin besetzt war.
Während des Dreißigjährigen Krieges wurde Neutz 1633 von den Wallensteiner Truppen geplündert und 1636 brannten die Schweden das Dorf fast vollständig nieder. Mehrfach dezimierte die Pest zwischen 1626 und 1682 die Einwohnerzahl.
Mit der Angliederung des Erzstifts Magdeburg an Preußen gehörten die vier Orte ab 1680 zum brandenburg-preußischen Herzogtum Magdeburg. Mit dem Frieden von Tilsit wurden sie im Jahr 1807 dem Königreich Westphalen angegliedert und dem Distrikt Halle im Departement der Saale zugeordnet. Sie gehörten zum Kanton Wettin. Nach der Niederlage Napoleons und dem Ende des Königreichs Westphalen befreiten die verbündeten Gegner Napoleons Anfang Oktober 1813 den Saalkreis. Bei der politischen Neuordnung nach dem Wiener Kongress 1815 wurden Neutz, Lettewitz, Görbitz und Deutleben im Jahr 1816 dem Regierungsbezirk Merseburg der preußischen Provinz Sachsen angeschlossen und dem Saalkreis zugeordnet.
Die wirtschaftliche Grundlage der Dörfer bildete aufgrund der fruchtbaren Lössböden jahrhundertelang die Landwirtschaft. In der zweiten Hälfte des 18. Jahrhunderts bewirtschafteten acht Vollspänner das ca. 310 ha große Ackerland der Gemarkung Neutz, in Lettewitz sechs Voll- und vier Halbspänner etwa 240 ha Ackerland. Auch heute prägen noch stattliche Hofanlagen des 18. und 19. Jahrhunderts, die zum Teil unter Denkmalschutz stehen, das Gesicht der Dörfer.
Südwestlich von Lettewitz wurden im 19. Jahrhundert die hier an der Oberfläche liegenden tertiären Tone abgebaut.
Am 1. Oktober 1938 erfolgte die Eingemeindung von Deutleben nach Neutz und von Görbitz nach Lettewitz.
Mit der Enteignung der Güter nach dem Zweiten Weltkrieg wurden Landarbeitern, landarmen Bauen und Vertriebenen Land zur Verfügung gestellt. Um 1950 entstand in Neutz eine noch heute gut erhaltene Neubauernsiedlung, die ebenfalls unter Denkmalschutz steht. Mehrere Landwirtschaftliche Produktionsgenossenschaften (LPG) wurden Anfang der 1950er Jahre gegründet, wie die „Freie Scholle“ in Deutleben, „Patriot“ in Neutz oder „Florian Geyer“ in Lettewitz.
Neutz und Lettewitz schlossen sich am 1. Oktober 1965 zur Gemeinde Neutz-Lettewitz zusammen.
Am 1. Januar 2011 wurden die Gemeinden Städte Löbejün und Wettin sowie den Gemeinden Brachwitz, Döblitz, Domnitz, Gimritz, Nauendorf, Neutz-Lettewitz, Plötz und Rothenburg, die zuvor bereits in der Verwaltungsgemeinschaft Saalkreis Nord zusammengeschlossen waren, zur neuen Stadt Löbejün-Wettin, die bereits am 7. April 2011 ihren jetzigen Namen Wettin-Löbejün erhielt, zusammengefasst.

### Eingemeindungen
| Ehemalige Gemeinde | Datum           | Anmerkung                                        |
| ------------------ | --------------- | ------------------------------------------------ |
| Deutleben          | 1. Oktober 1938 | Eingemeindung nach Neutz                         |
| Görbitz            | 1. Oktober 1938 | Eingemeindung nach Lettewitz                     |
| Lettewitz          | 1. Oktober 1965 | Zusammenschluss mit Neutz zu Neutz-Lettewitz     |
| Neutz              | 1. Oktober 1965 | Zusammenschluss mit Lettewitz zu Neutz-Lettewitz |
| Neutz-Lettewitz    | 1. Januar 2011  | Eingemeindung nach Wettin-Löbejün                |

## Sehenswürdigkeiten

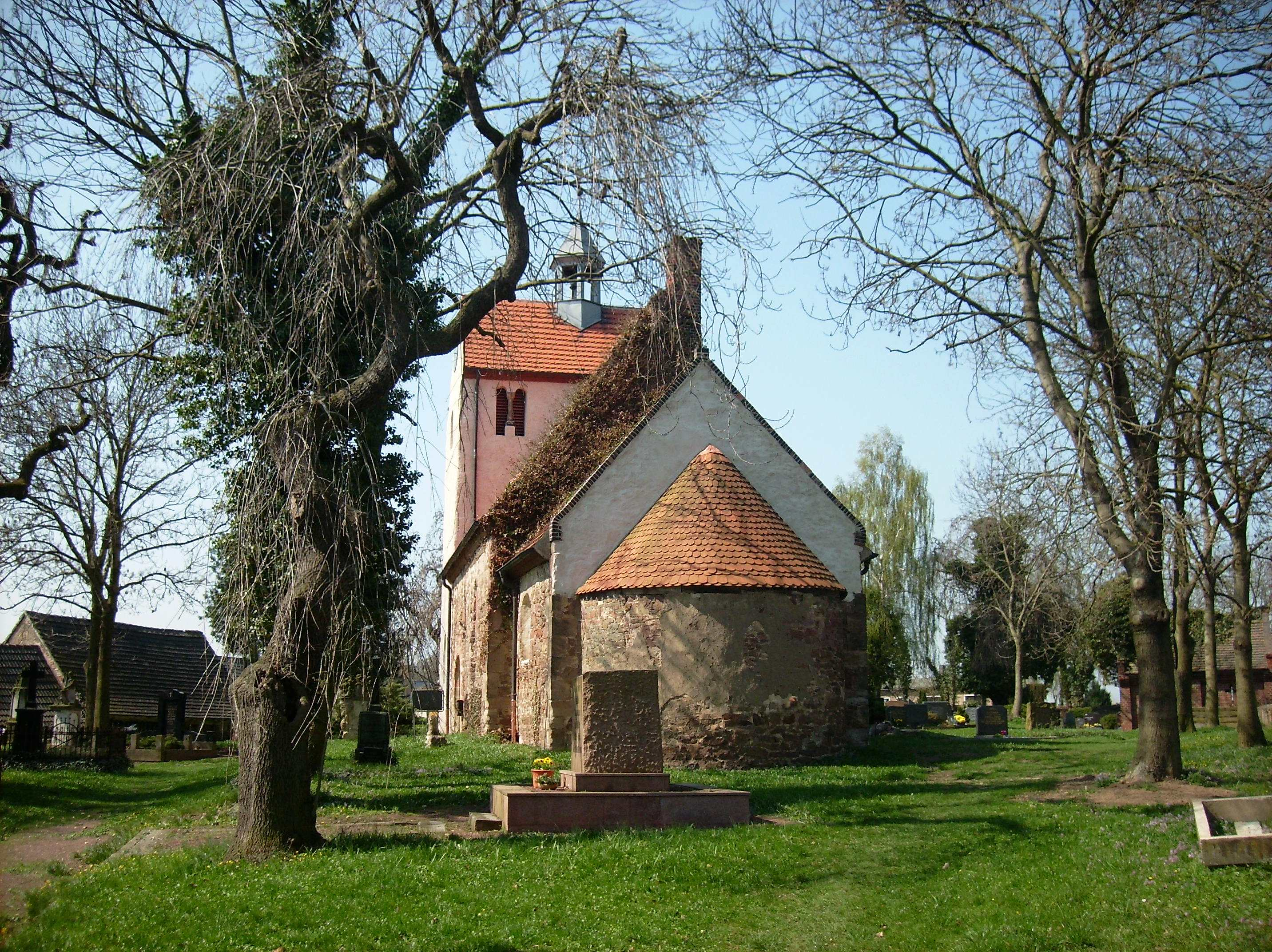
Dorfkirche Neutz

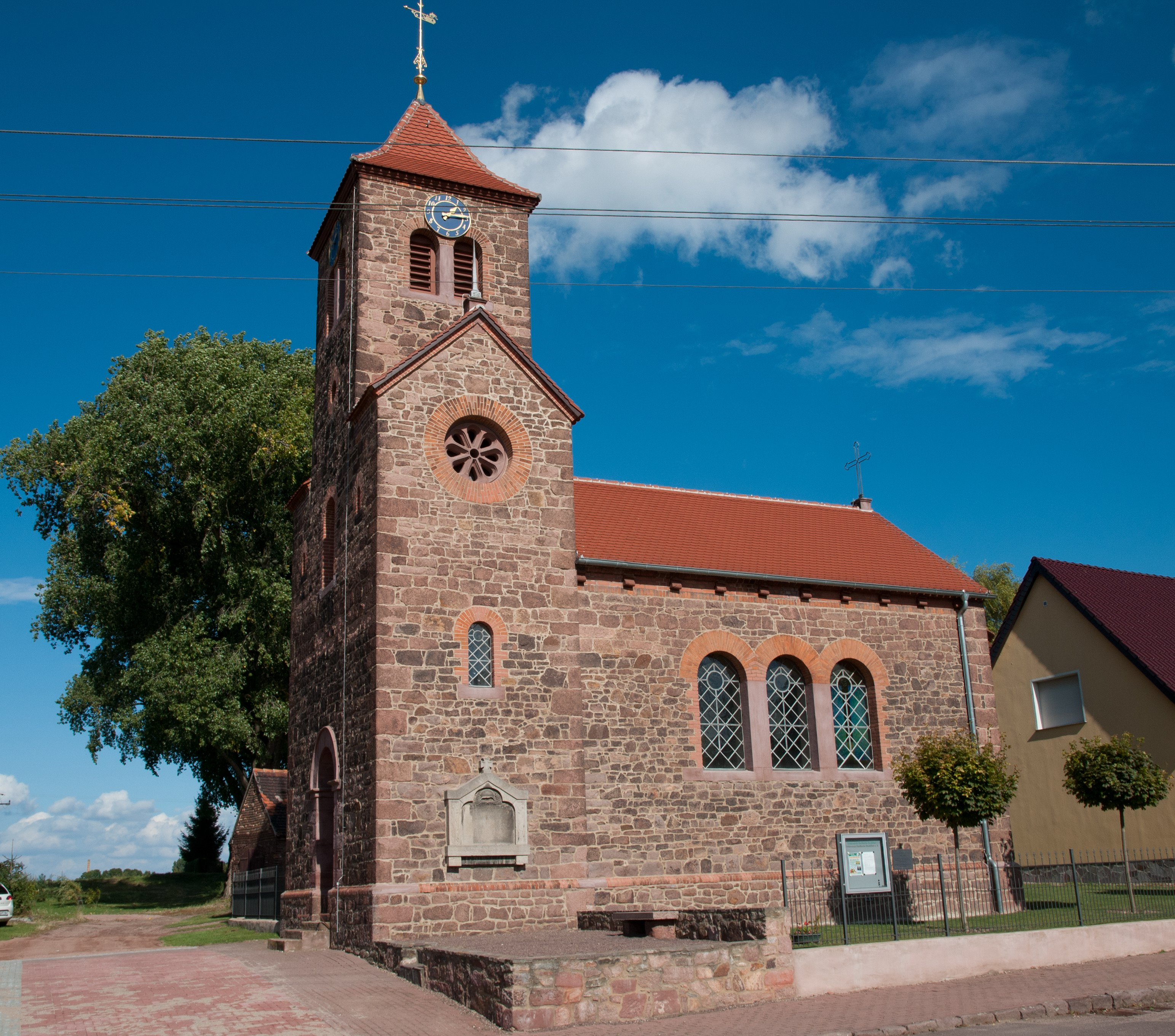
St. Moritz Deutleben

Die etwa um 1200 entstandene romanische Kirche von Neutz liegt im Norden des Dorfes. Sie ist aus Bruchsteinen mit romanischer Fugenbehandlung und Eckquaderung erbaut. Das Schiff schließt im Osten mit halbrunder Apsis. Die südliche Eingangstür ist mit romanischer Steinornamentik verziert; vier Fische (Symbole), darunter Blattarabesken. Es gibt eine kleine Empore, die an drei Seiten herumführt. In der Kirche sind sieben Holzfiguren eines ehemaligen Altarschreins einzeln aufgestellt. Es ist spätgotische, gute Schnitzarbeit: die Madonna mit dem Kinde, Georg mit dem Drachen, Barbara mit dem Turm, Moritz als Ritter, ein Apostel mit einem Buch, ein Bischof mit einem Kirchenmodell und ein Heiliger ohne Attribut. Es gibt Malereien des Pfarrers Hundertmark an Apsis und Holzdecke des Schiffes.
Die Dorfkirche Lettewitz ist ebenfalls eine aus dem 12. bzw. Anfang des 13. Jahrhunderts stammende romanische Bruchsteinkirche mit stattlichem Westquerturm. Die Kirche St. Moritz in Deutleben ist dagegen ein Neubau von 1846, der einem Vorgängerbau aus dem 11./12. Jahrhundert folgte. Die Görbitzer Dorfkirche ist ein kleiner unscheinbarer Bau ohne Turm, errichtet in der zweiten Hälfte des 13. Jahrhunderts und heute ohne Nutzung.
Das Kriegerdenkmal für die Gefallenen des Ersten Weltkrieges in Lettewitz schuf der Hallenser Bildhauer Arthur Priebs. Es wurde 1934 feierlich enthüllt.

## Persönlichkeiten
In Neutz wurde der Pfarrer, Schriftsteller (Pseudonym „Armin Stein“) und Komponist Hermann Nietschmann (1840–1929) geboren.